# Persone di nome Marko
| Questa pagina contiene informazioni ricavate automaticamente dalle voci biografiche con l'ausilio del template Bio e di un bot. L'aggiornamento è periodico e automatico e ricostruisce completamente la pagina. Se manca una persona in questa lista, sei pregato di non aggiungerla, ma accertati piuttosto che la sua voce biografica contenga il template Bio e che i dati anagrafici siano correttamente compilati. Se il template Bio manca, inseriscilo tu stesso o, in alternativa, metti l'avviso {{tmp\|Bio}} che ne segnala la mancanza. Se i dati riportati sono sbagliati, correggi direttamente la voce biografica; le modifiche saranno visibili in questa lista entro pochi giorni. Per chiarimenti vedi il progetto antroponimi. La lista contiene solo le 272 persone che sono citate nell'enciclopedia e per le quali è stato implementato correttamente il template Bio. Pagina aggiornata al 6 ago 2025. |

Questa è una lista di persone presenti nell'enciclopedia che hanno il nome Marko, suddivise per attività principale.

## Allenatori di calcio(10)
- Marko Babić, allenatore di calcio e ex calciatore croato (Osijek, n. 1981)
- Marko Bilić, allenatore di calcio e ex calciatore bosniaco (Jablanica, n. 1938)
- Marko Dinjar, allenatore di calcio e ex calciatore croato (Osijek, n. 1986)
- Marko Đorđević, allenatore di calcio e ex calciatore serbo (Kruševac, n. 1983)
- Marko Kristal, allenatore di calcio e ex calciatore estone (Tallinn, n. 1973)
- Marko Lozo, allenatore di calcio e ex calciatore croato (Spalato, n. 1988)
- Marko Mitrović, allenatore di calcio e ex calciatore serbo (Belgrado, n. 1978)
- Marko Nikolić, allenatore di calcio serbo (Belgrado, n. 1979)
- Marko Perović, allenatore di calcio e ex calciatore serbo (Pristina, n. 1984)
- Marko Rajamäki, allenatore di calcio e ex calciatore finlandese (Göteborg, n. 1968)

## Allenatori di calcio a 5(1)
- Marko Hrvatin, allenatore di calcio a 5 e ex giocatore di calcio a 5 sloveno (n. 1987)

## Allenatori di hockey su ghiaccio(1)
- Marko Kiprusoff, allenatore di hockey su ghiaccio e ex hockeista su ghiaccio finlandese (Turku, n. 1972)

## Allenatori di pallacanestro(2)
- Marko Barać, allenatore di pallacanestro serbo (Belgrado, n. 1989)
- Marko Maravič, allenatore di pallacanestro e ex cestista sloveno (Lubiana, n. 1979)

## Allenatori di pallavolo(1)
- Marko Klok, allenatore di pallavolo, ex pallavolista e ex giocatore di beach volley olandese (Monnickendam, n. 1968)

## Artisti(1)
- Marko Ivan Rupnik, artista, teologo e presbitero sloveno (Salloga d'Idria, n. 1954)

## Artisti marziali(1)
- Marko Zaror, artista marziale e attore cileno (Santiago del Cile, n. 1978)

## Astronomi(1)
- Marko Moilanen, astronomo finlandese

## Bassisti(1)
- Marco Hietala, bassista e cantante finlandese (Tervo, n. 1966)

## Biatleti(1)
- Marko Dolenc, ex biatleta e fondista sloveno (Lubiana, n. 1972)

## Bobbisti(1)
- Marko Hübenbecker, bobbista tedesco (Anklam, n. 1986)

## Canoisti(1)
- Marko Tomićević, canoista serbo (Bečej, n. 1990)

## Cantanti(2)
- Marko Kon, cantante serbo (Belgrado, n. 1972)
- Marko Perković Thompson, cantante e compositore croato (Čavoglave, n. 1966)

## Cantautori(2)
- Marko Bošnjak, cantautore bosniaco (Mostar, n. 2004)
- Baby Lasagna, cantautore, chitarrista e produttore discografico croato (Umago, n. 1995)

## Cestisti(44)
- Marko Antonijevič, ex cestista sloveno (Lubiana, n. 1981)
- Marko Arapović, ex cestista croato (Zagabria, n. 1996)
- Marko Banić, ex cestista croato (Zara, n. 1984)
- Marko Bačak, cestista tedesco (Berlino, n. 1995)
- Marko Car, ex cestista croato (Karlovac, n. 1985)
- Marko Đurković, ex cestista bosniaco (Banja Luka, n. 1987)
- Marko Gudurić, cestista serbo (Priboj, n. 1995)
- Marko Gujaničić, ex cestista serbo (Čačak, n. 1992)
- Marko Jagodić-Kuridža, cestista serbo (Zara, n. 1987)
- Marko Jarić, ex cestista serbo (Belgrado, n. 1978)
- Marko Jeremić, cestista serbo (Novi Sad, n. 1991)
- Marko Jovanović, ex cestista serbo (Niš, n. 1982)
- Marko Jošilo, cestista serbo (Čačak, n. 1992)
- Marko Kešelj, ex cestista serbo (Belgrado, n. 1988)
- Marko Krstanovic, ex cestista tedesco (n. 1997)
- Marko Lekić, ex cestista serbo (Valjevo, n. 1985)
- Marko Ljubičić, cestista serbo (Novi Sad, n. 1987)
- Marko Luković, cestista serbo (Belgrado, n. 1992)
- Marko Marinović, ex cestista e allenatore di pallacanestro serbo (Čačak, n. 1983)
- Marko Mićević, ex cestista serbo (Belgrado, n. 1989)
- Marko Milič, ex cestista e allenatore di pallacanestro sloveno (Kranj, n. 1977)
- Marko Mlađan, cestista serbo (Lugano, n. 1993)
- Marko Mugoša, cestista montenegrino (Podgorica, n. 1993)
- Marko Oštarčević, ex cestista e allenatore di pallacanestro jugoslavo (Zara, n. 1941)
- Marko Pajić, cestista sloveno (Lubiana, n. 1992)
- Marko Pecarski, cestista serbo (Gijón, n. 2000)
- Marko Pešić, ex cestista e dirigente sportivo serbo (Sarajevo, n. 1976)
- Marko Popović, ex cestista montenegrino (Titograd, n. 1985)
- Marko Radonjić, ex cestista serbo (Kruševac, n. 1993)
- Marko Radovanović, cestista serbo (Čačak, n. 1996)
- Marko Ramljak, cestista croato (Posušje, n. 1993)
- Marko Šćekić, ex cestista e allenatore di pallacanestro serbo (Zvornik, n. 1981)
- Marko Simonović, ex cestista e allenatore di pallacanestro serbo (Pristina, n. 1986)
- Marko Simonović, cestista montenegrino (Kolašin, n. 1999)
- Marko Simonovski, cestista macedone (Skopje, n. 1989)
- Marko Špica, ex cestista serbo (Novi Sad, n. 1986)
- Marko Tejić, cestista serbo (Užice, n. 1995)
- Mike Todorovich, cestista e allenatore di pallacanestro statunitense (Zeigler, n. 1923 - St. Louis, † 2000)
- Marko Todorović, cestista montenegrino (Podgorica, n. 1992)
- Marko Tomas, ex cestista croato (Koprivnica, n. 1985)
- Marko Tušek, ex cestista sloveno (Trbovlje, n. 1975)
- Marko Verginella, ex cestista sloveno (Maribor, n. 1978)
- Marko Čakarević, cestista serbo (Belgrado, n. 1988)
- Marko Šutalo, ex cestista serbo (Bačka Topola, n. 1983)

## Combinatisti nordici(1)
- Marko Baacke, ex combinatista nordico tedesco (Friedrichroda, n. 1980)

## Dirigenti sportivi(5)
- Marko Kump, dirigente sportivo e ex ciclista su strada sloveno (Novo Mesto, n. 1988)
- Marko Marin, dirigente sportivo e ex calciatore tedesco (Bosanska Gradiška, n. 1989)
- Marko Pantelić, dirigente sportivo e ex calciatore serbo (Belgrado, n. 1978)
- Marko Popović, dirigente sportivo e ex cestista croato (Zara, n. 1982)
- Marko Šuler, dirigente sportivo e ex calciatore sloveno (Slovenj Gradec, n. 1983)

## Disc jockey(2)
- Mark'Oh, disc jockey, musicista e produttore discografico tedesco (Dorsten, n. 1970)
- Gramophonedzie, disc jockey serbo (Belgrado, n. 1979)

## Giocatori di calcio a 5(2)
- Marko Perić, giocatore di calcio a 5 serbo (Belgrado, n. 1984)
- Marko Pršić, giocatore di calcio a 5 serbo (n. 1990)

## Giocatori di football americano(6)
- Marko Bates, giocatore di football americano e allenatore di football americano serbo (n. 1990)
- Marko Glavic, ex giocatore di football americano canadese (Pickering)
- Marko Luoma, ex giocatore di football americano finlandese (n. 1967)
- Marko Mančić, giocatore di football americano serbo (n. 2001)
- Marko Marić, ex giocatore di football americano serbo
- Marko Milovanović, ex giocatore di football americano serbo

## Giornalisti(1)
- Marko Lopušina, giornalista e scrittore serbo (Raška, n. 1951)

## Giuristi(1)
- Marko Bošnjak, giurista e magistrato sloveno (Lubiana, n. 1974)

## Hockeisti su ghiaccio(3)
- Marko Daňo, hockeista su ghiaccio slovacco (Eisenstadt, n. 1994)
- Marko Tuomainen, ex hockeista su ghiaccio e allenatore di hockey su ghiaccio finlandese (Kuopio, n. 1972)
- Marko Virtala, ex hockeista su ghiaccio finlandese (Uusikaupunki, n. 1985)

## Imprenditori(1)
- Marko Feingold, imprenditore austriaco (Banská Bystrica, n. 1913 - Salisburgo, † 2019)

## Lottatori(1)
- Marko Yli-Hannuksela, ex lottatore finlandese (Ilmajoki, n. 1973)

## Medici(1)
- Marko Gerbec, medico e scienziato sloveno (Šentvid pri Stični, n. 1658 - Lubiana, † 1718)

## Pallamanisti(1)
- Marko Kopljar, ex pallamanista croato (Požega, n. 1986)

## Pallanuotisti(6)
- Marko Bijač, pallanuotista croato (Ragusa, n. 1991)
- Marko Brainović, pallanuotista jugoslavo (Spalato, n. 1920 - Vienna, † 2010)
- Marko Elez, pallanuotista croato (Spalato, n. 1980)
- Marko Jelača, pallanuotista croato (Zagabria, n. 1982)
- Marko Petković, pallanuotista serbo (Belgrado, n. 1989)
- Marko Stamm, pallanuotista tedesco (Berlino, n. 1988)

## Pallavolisti(5)
- Marko Ivović, pallavolista serbo (Ljig, n. 1990)
- Marko Matić, pallavolista bosniaco (Đakovo, n. 1995)
- Marko Podraščanin, pallavolista serbo (Novi Sad, n. 1987)
- Marko Sedlaček, pallavolista croato (Zagabria, n. 1996)
- Marko Zlatić, pallavolista serbo (Čačak, n. 1979)

## Piloti automobilistici(1)
- Marko Asmer, pilota automobilistico estone (Tallinn, n. 1984)

## Piloti di rally(1)
- Marko Salminen, copilota di rally finlandese (n. 1978)

## Piloti motociclistici(1)
- Marko Jerman, pilota motociclistico sloveno (Lubiana, n. 1984)

## Pittori(1)
- Marko Đurđević, pittore, illustratore e fumettista serbo (Coblenza, n. 1979)

## Poeti(1)
- Marko Kravos, poeta, scrittore e traduttore italiano (Montecalvo Irpino, n. 1943)

## Politici(2)
- Marko Asell, politico e ex lottatore finlandese (Ylöjärvi, n. 1970)
- Marko Došen, politico croato (Mušaluk, n. 1859 - Zagabria, † 1944)

## Produttori discografici(1)
- Popov, produttore discografico e cantante serbo (Belgrado, n. 1996)

## Rapper(5)
- Ektor, rapper ceco (Dobřichovice, n. 1985)
- Markoolio, rapper finlandese (Lahti, n. 1975)
- MC Stojan, rapper e cantante serbo (Lučani, n. 1983)
- Signmark, rapper finlandese (Helsinki, n. 1978)
- Marčelo, rapper serbo (Paraćin, n. 1983)

## Rugbisti a 15(1)
- Marko Stanojevic, rugbista a 15 italiano (Birmingham, n. 1979)

## Sciatori alpini(1)
- Marko Kavčič, ex sciatore alpino sloveno (Lubiana, n. 1949)

## Scrittori(3)
- Marko Kitti, scrittore finlandese (Turku, n. 1970)
- Marko Kropyvnyc'kyj, scrittore, drammaturgo e regista teatrale ucraino (Bežbayraky, n. 1840 - Charkiv, † 1910)
- Marko Vešović, scrittore, critico letterario e traduttore montenegrino (Bijelo Polje, n. 1945 - Sarajevo, † 2023)

## Snowboarder(1)
- Marko Grilc, snowboarder sloveno (Lubiana, n. 1983 - Sölden, † 2021)

## Tennisti(1)
- Marko Ostoja, ex tennista croato (Bonn, n. 1960)